# Antofagasta TV
Antofagasta TV es un canal de televisión abierta chileno, lanzado el 16 de octubre de 2006. Es propiedad de CNC Medios. Su gerente general es Marcelo Mendizábal Terrazas y su director Eduardo Guggiana Jorquera.

## Historia
El canal fue lanzado como Famtel Televisión y era propiedad del fallecido humorista Carlos Trujillo "Carloco", por el canal 16 de VTR y por señal abierta en el canal 30 UHF.
En noviembre de 2008, Antofagasta Televisión estableció una alianza estratégica con CNN Chile para intercambiar material audiovisual. Uno de los aportes del canal a CNN Chile fue la cobertura de los sismos y alerta de tsunami en 2014 que afectaron al país.
El 27 de julio de 2010, Antofagasta TV obtuvo una concesión de la SUBTEL para iniciar emisiones experimentales en la TDT dentro del canal 32 UHF usando el estándar digital ISDB-Tb, lo que convirtió al canal en la primera estación de televisión regional del país en iniciar transmisiones digitales. El 13 de diciembre de ese mismo año, el canal compró cámaras y equipos para la producción de programas en alta definición. Además, adquirió dos unidades móviles capaz de grabar en HD, que podrán ser usados tanto por Antofagasta TV como por CNN Chile.
En mayo de 2018, el canal TVR de Santiago fue agregado al múltiplex de ATV en el canal 14.2, así como la adición de la estación de radio FM Plus en el canal 14.3. En julio del mismo año, el canal terminó sus emisiones analógicas en el canal 30 UHF de Antofagasta.
Desde el 29 de mayo de 2020, ATV, así como algunos canales de Arcatel, fueron agregados al servicio de televisión por fibra, IPTV de Movistar.